# مناورات اقتدار الولاية
مناورات اقتدار الولاية (بالفارسية: رزمایش اقتدار ولایت) هي مناورات أقامها قوات حرس الثورة الإسلامية برعاية القائد العام للحرس الثوري اللواء محمد علي جعفري وقائد القوة الجوفضائية لحرس الثورة الإسلامية العميد أمير علي حاجي زاده في مارس 2016 في إيران تحت شعار «استعراض الاقتدار والأمن في ظل الوحدة والتناغم والتضامن». شهدت المناورة اطلاق صواريخ بمديات 2000 كيلومتر و800 كيلومتر و500 كيلومتر و300 كيلومتر ومن أنواع مختلفة.

## فترة إقامة المناورات
بدأت هذه المناورة في 8 مارس 2016 تحت شعار «استعراض الاقتدار والأمن في ظل الوحدة والتناغم والتضامن» وانتهت في 10 مارس 2016 الموافق ل19 اسفند 1394 بالتقويم الشمسي."مناورات "اقتدار الولایة" الصاروخیة انتهت بنجاح". موقع العالم الإخبارية. مؤرشف من الأصل في 2016-06-25. اطلع عليه بتاريخ 2016-03-10.

## نطاق المناورات
جرت المناورات في عدة نقاط من البلاد تزامنا مع المنطقة العامة بصحراء قم (وسط ايران)، إلی سواحل مكران؛ وتم خلالها إطلاق صاروخي «قدر H» من «جبال ألبرز الشرقية» (شمال شرق إيران)، نحو أهداف في سواحل مكران (جنوب إيران) على بعد 1400 كيلومتر وهذا یبين بوضوح مدی نطاق هذه المناورات.

## شعار المناورات
اقيمت هذه المناورة صباح يوم الثلاثاء 8 آذار تحت شعار «استعراض الاقتدار والأمن في ظل الوحدة والتناغم والتضامن» وبهدف عرض القوة الردعية للجمهورية الإسلامية الإيرانية وجهوزيتها التامة للرد على أي تهديد يستهدف الثورة الإسلامية والنظام وسيادة إيران.

## هدف المناورات
أعلن رئيس هيئة اركان القوات المسلحة الإيرانية اللواء حسن فيروز آبادي أن هدف المناورة هو الحفاظ على الجهوزية وتعزيز القدرات الصاروخية للقوات المسلحة الإيرانية وتقييم دقة وقوة النظام الصاروخي للبلاد.

## رسالة المناورات
قال القائد العام للحرس الثوري اللواء محمد علي جعفري خلال رعايته المرحلة النهائية من مناورات اقتدار الولاية أن رسالة مناورات «اقتدار الولاية» هي الأمن للشعب الإيراني ودول الجوار بالمنطقة وأضاف أن أمن إيران من أمن دول المنطقة وإن جهودنا جميعا منصبة على اقرار الأمن في البلاد.
كذلك اعتبر العميد اميرعلي حاجي زادة مناورات «اقتدار الولاية» رسالة واضحة موجهة لنظام الهيمنة والاستكبار واعداء الثورة والنظام والشعب الإيراني. واضاف، ان اعداءنا الرئيسيين الذين اطلقوا مرحلة جديدة من الحظر الصاروخي على الجمهورية الإسلامية الإيرانية ويسعون لاضعاف قدرات البلاد الصاروخية وقوتها الدفاعية وتهديد امنها القومي، عليهم ان يعلموا بان أبناء الشعب الإيراني في الحرس الثوري وسائر القوات المسلحة والمدافعة عن الثورة والبلاد، لن يعطوا أتاوة لاحد وسيقفون بوجه اطماعهم التوسعية.

### رسالة المناورة باللغة العبرية مکتوبة علی الصواريخ
وبحسب وكالة فارس للأنباء ففي اطار المرحلة الاخيرة من المناورات بعثت قوات حرس الثورة الإسلامية رسالة صاروخية باللغة العبرية حيث كتب باللغة العبرية على الصواريخ التي تم اطلاقها فژ المناورات، المقولة الشهيرة لمؤسس الثورة الإسلامية في إيران سيد روح الله الخميني: إسرائيل جرثومة سرطانية يجب أن تزول من الوجود.

## اطلاق صواريخ شهاب وقدر
تم خلال المناورات، اطلاق صواريخ «شهاب 1» و«شهاب 2» وقيام 1 متوسطة المدى وصواريخ «قدر» بعيدة المدى من طراز F و H في صحراء قم وضربت اهدافها بدقة.

## اطلاق الصواريخ من القواعد الصاروخية تحت الأرض
اطلقت الصواريخ في هذه المناورات عن المواقع الصاروخية العملاقة التي أقامها الحرس الثوري تحت الأرض، والتي قامت باختبار اطلاق عدد من أنواعها البالستية من نوع قيام.
وتقع المنشآت الصاروخية هذه تحت الجبال، وبإمكانها اطلاق الصواريخ البالستية من تحت الأرض، ودون أن تتمكن الأقمار الاصطناعية من رصدها وتحديد موقعها. كما لا يمكن اختراق التحصينات التي يتم الاحتفاظ بالصواريخ فيها تحت الأرض بأي نوع من الاسلحة الخارقة للتحصينات.

## الوصلات الخارجية
- اولى صور المناورات الصاروخية للحرس الثوري
- شاهد بالفيديو اطلاق صاروخ قيام خلال مناورات اقتدار الولاية عن المواقع الصاروخية العملاقة التي اقامها الحرس الثوري تحت الأرض

## معرض الصور

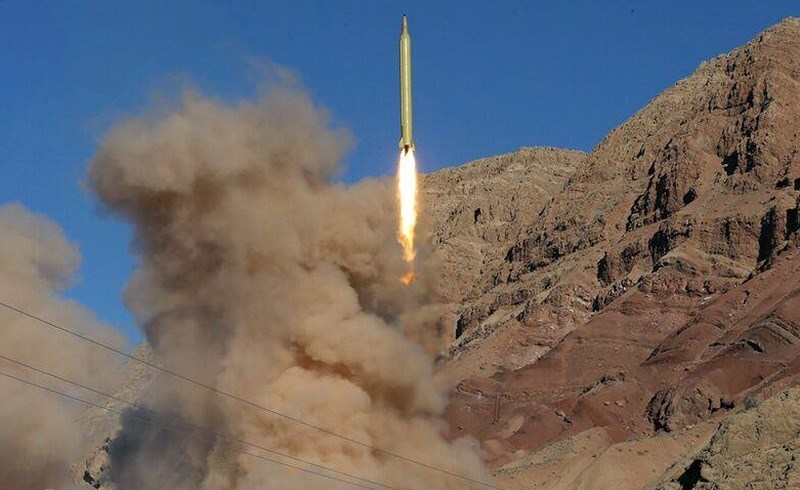
اطلاق صاروخ قدر H في هذه المناورات.
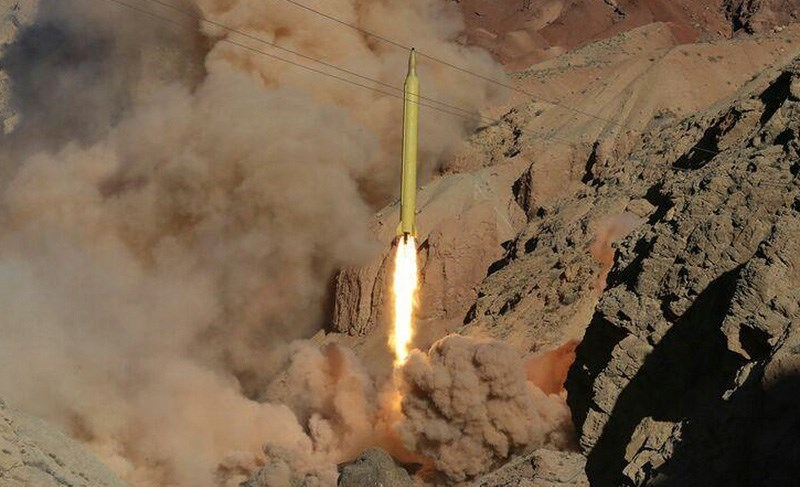
اطلاق صاروخ قدر H في مناورات اقتدار الولاية.
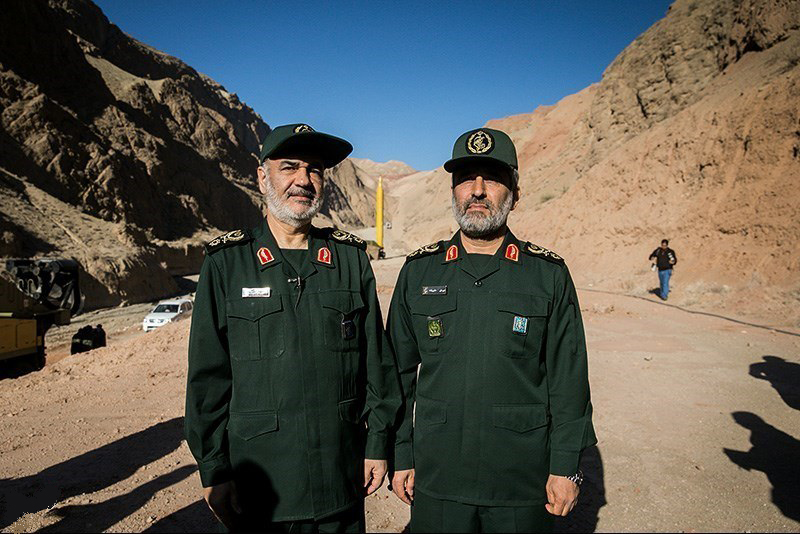
العميد أمير علي حاجي زاده قائد القوة الجوفضائية لحرس الثورة الإسلامية والعميد حسين سلامي نائب القائد العام لحرس الثورة الإسلامية في مناورات اقتدار الولاية.
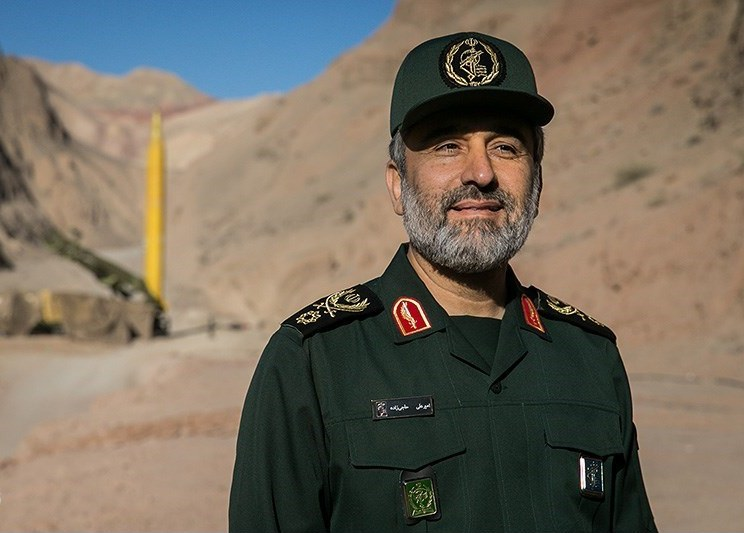
العميد أمير علي حاجي زاده قائد القوة الجوفضائية لحرس الثورة الإسلامية إلی جانب صاروخ قدر H في مناورات اقتدار الولاية.
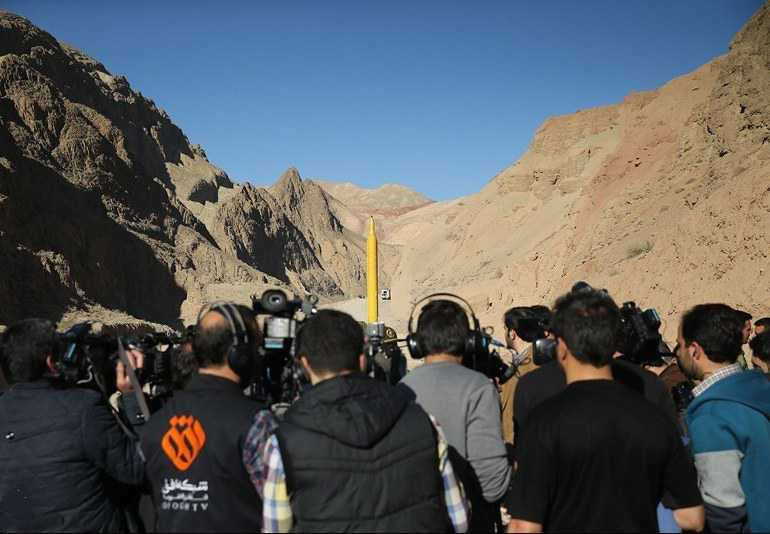
الصحفيون يصوّرون إطلاق صاروخ قدر H.
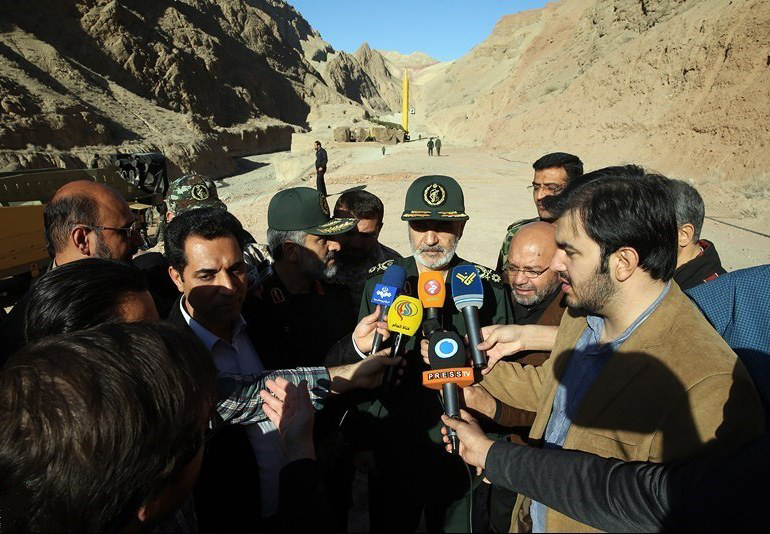
مقابلة العميد أمير علي حاجي زاده قائد القوة الجوفضائية لحرس الثورة الإسلامية والعميد حسين سلامي نائب القائد العام لحرس الثورة الإسلامية مع الصحفيين خلال فترة إطلاق صاروخ قدر H في المناروات.
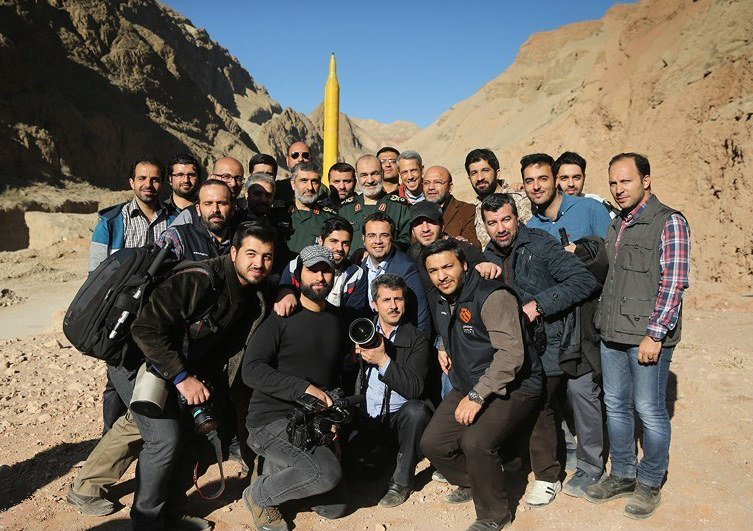
الصورة الجماعية للصحفيين والعميد أمير علي حاجي زاده والعميد حسين سلامي.